# Rouwen Hennings
Rouwen Hennings (Bad Oldesloe, 28 agosto 1987) è un ex calciatore tedesco, di ruolo attaccante.

## Palmarès

### Club

#### Competizioni nazionali
- 3. Liga: 1

Karlsruhe: 2012-2013
- Football League Championship: 1

Burnley: 2015-2016
- 2. Fußball-Bundesliga: 1

Fortuna Düsseldorf: 2017-2018